# Йорк (Нью-Йорк)
Йорк (англ. York) — місто (англ. town) в США, в окрузі Лівінгстон штату Нью-Йорк. Населення — 3182 особи (2020).

## Демографія
Згідно з переписом 2010 року, у місті мешкало 3397 осіб у 1294 домогосподарствах у складі 953 родин. Було 1368 помешкань
Расовий склад населення:
| - 95,2 % — білих - 1,4 % — чорних або афроамериканців - 0,8 % — азіатів - 0,2 % — корінних американців |

До двох чи більше рас належало 1,9 %. Частка іспаномовних становила 2,4 % від усіх жителів.
За віковим діапазоном населення розподілялося таким чином: 23,3 % — особи молодші 18 років, 63,3 % — особи у віці 18—64 років, 13,4 % — особи у віці 65 років та старші. Медіана віку мешканця становила 41,5 року. На 100 осіб жіночої статі у місті припадало 107,9 чоловіків;  на 100 жінок у віці від 18 років та старших — 102,8 чоловіків також старших 18 років.
Середній дохід на одне домашнє господарство  становив 65 387 доларів США (медіана — 55 101), а середній дохід на одну сім'ю — 73 955 доларів (медіана — 62 500). Медіана доходів становила 51 286 доларів для чоловіків та 40 398 доларів для жінок. За межею бідності перебувало 8,4 % осіб, у тому числі 7,6 % дітей у віці до 18 років та 4,3 % осіб у віці 65 років та старших.
Цивільне працевлаштоване населення становило 1711 осіб. Основні галузі зайнятості: освіта, охорона здоров'я та соціальна допомога — 20,2 %, виробництво — 11,1 %, мистецтво, розваги та відпочинок — 10,4 %.